# Bdeogale
Bdeogale är ett släkte i familjen manguster med fyra arter. Dessa djur lever i centrala och östra Afrika samt i Jemen.

## Allmänt
Arterna i släktet kännetecknas av att de har svart päls på extremiteterna. Den övriga pälsen är vanligtvis gråaktig men varierar mellan de olika arterna och även inom en art. Dessa djur når en kroppslängd av 38 till 60 centimeter. Därtill kommer en 18 till 38 centimeter lång svans. Vuxna individer har en vikt som ligger mellan 0,9 och 3 kilogram. Full utvecklade exemplar har en kort och tät päls. Hos ungar är pälsens hår betydligt längre och pälsen är ljusare. Vid fram- och baktassarna förekommer fyra fingrar respektive tår. Jämförd med vitsvansmangusten har arterna större premolarer. En grop utan hår mellan överläppen och näsan skiljer släktets medlemmar från Mellers mangust.
Det är inte mycket känt om arternas levnadssätt. Det antas att de lever ensamma och är aktiva på natten. Troligtvis äter de huvudsakligen insekter och i mindre mått små ryggradsdjur. De flesta arterna vistas i tropiska skogar och Bdeogale crassicauda även i mindre trädgrupper och fuktiga savanner.

## Arterna
Arter enligt IUCN:
- Bdeogale crassicauda förekommer i östra Afrika från södra Kenya till mellersta Moçambique. Dessutom finns arten i Jemen. Den kännetecknas av en yvig svans. Djuret livnär sig nästan uteslutande av insekter, främst myror och termiter.
- Bdeogale nigripes förekommer i centrala delar av Afrika. Artens utbredningsområde sträcker sig från sydöstra Nigeria till norra Angola. Den livnär sig i större mått än den förstnämnda arten från mindre ryggradsdjur och as.
- Bdeogale jacksoni är mycket sällsynt och nästan outforskad. Den lever i ett begränsat territorium i sydöstra Uganda och mellersta Kenya. IUCN listar arten som sårbar (vulnerable).[3]
- Bdeogale omnivora, östra Afrika vid havet.